# Camp Rock
Camp Rock je americký televizní film z roku 2008 z produkce Disney Channel Original Movies (DCOM), který vypráví příběh dívky Mitchie jedoucí na (pop)Rockový tábor. Ve filmu hrají hlavní roli Demi Lovato a Jonas Brothers. Hudbu složili Julie Brown, Paul Brown, Regina Hicks a Karen Gist. Hlavním produkčním filmu je Alan Sacks a režisérem je Matthew Diamond.
25. ledna 2008 bylo během televizních reklam na film Minutemen bylo ohlášeno, že Camp Rock bude mít televizní premiéru 20. června 2008. Film vidělo 8,9 milionů lidí v den jeho premiéry, což ho udělalo druhým nejsledovanějším filmem z produkce Disney Original Channel Movie hned po High School Musical 2.

## Příběh
Příběh je o mladé dívce Mitchie Torres, která by se ráda stala profesionální zpěvačkou. Mitchie chce jet na hudební tábor "Camp Rock". Její rodina si tábor nemůže dovolit, ale Mitchie na tábor jede spolu s její mámou, která dělá na táboře kuchařku, když Mitchie slíbí, že jí bude pomáhat. Mitchie se pokouší seznámit s novými kamarády, ale aby jí noví kamarádi brali vážně, vymyslí si lež, že je její máma ředitelkou televize HOT NEWS v Číně. Na tábor také přijíždí známá popstar Shane Gray z hudební skupiny Connect 3. Shane uslyší Mitchie zpívat a zamiluje se do jejího hlasu, jenže Shane neví, že hlas patří Mitchie a proto po celém táboře hledá " tu dívku, kterou slyšel zpívat". Shane a Mitchie se navzájem poznávají a postupně mezi nimi začíná být něco víc…

## Postavy a obsazení
Mitchie Torres (Demi Lovato) je dívka, která doufá, že se jednoho dne stane zpěvačkou. Jejím snem je jet na "Camp Rock", ale její rodiče si to nemohou dovolit, protože tábor je příliš drahý. Jediné východisko je, že by na tábor jela spolu s její mamkou, která bude na táboře dělat kuchařku a Mitchie jí bude pomáhat.
Shane Gray (Joe Jonas) je zpěvák rockové skupiny Connect 3. Je poslán na "Camp Rock", aby se změnil a nebyl tak namyšlený a arogantní. Na táboře slyší úžasný hlas, který se mu velmi líbí (je to hlas Mitchie, to ale neví) a velkou část tábora stráví hledáním "dívky s úžasným hlasem". Později potká Mitchie a stanou se z nich přátelé, ale Shane ještě netuší že to byl Michiin hlas, který slyšel. Dozví se to až na konci příběhu na "Final Jamu".
Tess Tyler (Meaghan Jette Martin) je dcera známé rockové pěvačky TJ Tyler a jednoho dne by se ráda stala zpěvačkou, stejn jako ona. Je primadona a občas zraňuje lidi, jen proto, aby bylo po jejím. Dožaduje se pozornosti většinou proto, že její máma většinou dává přednost kariéře před Tess.
Caythlin Gellar (Alyson Stoner) je Mitcheina nejlepší kamarádka v táboře. Jako jedna z mála lidí stojí na Mitcheině straně, když Tess všem prozradí Mitcheino tajemství. Caythlin chce být hudební producentkou a často jí zahlédnete, jak mixuje hudbu v jejím laptopu.
Ella Pador (Anna Maria Perez de Tagle) je takzvaná kamarádka Tess. Uteče od Tess, která jí využívá před "Final Jamem" a na "Final Jamu" zpívá společně s Barronem a Sandrem píseň "Hasta la vista" a všichni jsou mile překvapeni jejím hlasem.
Peggy Warburton, přezdívka Margaret Dupree (Jasmine Richards) je další Tessina "kamarádka", kterou Tess jenom využívá. Před "Final Jamem" se s Tess pohádá a odejde a na "Fimal Jamu" zpívá vlastní písničku "Here I Am". Všichni jsou překvapeni z jejího úžasného hlasu a Peggy "Final Jam" vyhraje.
Connie Torres (Maria Canals Barrera) je Mitcheina mamka, která je výborná kuchařka a proto vaří v "Camp Rocku".
Lola Scott (Aaryn Doyle) je zpěvačka, která občas rapuje. Je dobrá kamarádka s Caythlin. Lola je talentovaná zpěvačka ale nevystoupí na "Final Jamu". Postaví se na Mitcheinu stranu, když se vyzradí Mitcheino tajemství.
Barron James (Jordan Francis) a Sander Lawer (Roshon Fegan)jsou break-danceři a také jsou nejlepší kamarádi. Zpívají a rapují s Ellou na "Final Jamu". Stojí na Mitcheině straně.
Brown Cessario (Daniel Fathers) je hlavním vedoucím v "Camp Rocku".
Nate (Nick Jonas) a Jason (Kevin Jonas) jsou členové skupiny Connect 3.